# Владо Йовановски
Владо Йовановски (на македонска литературна норма: Владо Јовановски) е актьор от Северна Македония.

## Биография
Роден е в 1967 година в щипското градче Пробищип. Завършва Факултета за драматични изкуства на Скопския университет. От 1993 е член на драмата на Македонския народен театър.

## Филмография
- Te, Dua, жими мене (2023)
- Бистра вода (2023)
- Снежана умира на крајот (2022)
- Ругање со Христос (2018)
- Преспав (2016-2022)
- Ослободување на Скопје (2016)
- Лазар (2015)
- До балчак (2014)
- Трето полувреме (2012)
- Time of the Comet (2008)
- Тајната книга (2006)
- Бал-кан-кан (2005)
- Илюзия (2004)
- Големата вода (2004)
- Прашина (2001)
- Вета (2001)
- Збогум на 20-тиот век (1998)
- Преку езерото (1997)
- Ангели на отпад (1995)
- Македонска сага (1993)
- Светло сиво (1993)
- Словенски Орфеј (1992)